# Джорах Мормонт
Джорах Мормонт (англ. Jorah Mormont) — персонаж серии фэнтези-романов «Песнь Льда и Огня» американского писателя Джорджа Р. Р. Мартина. Появляется в книгах Игра престолов (1996), «Битва королей» (1998), «Буря мечей» (2000), «Танец с драконами» (2011) и «Ветра зимы».
В телесериале «Игра престолов» роль сира Джораха играет шотландский актёр Иэн Глен. Несмотря на то, что в книгах Джорах Мормонт не является центральным персонажем, в сериале он является основным персонажем.

## Роль в сюжете[2]

### Игра Престолов
В Пентосе Джорах Мормонт был примечен Визерисом Таргариеном и принес тому присягу. После смерти Визериса он продолжал служить его сестре Дейенерис Таргариен. Однако служба сира Джораха Мормонта имела и другую сторону: перед принесением присяги Визерису Джорах наладил связь с Лордом Варисом и стал шпионом Железного Трона, регулярно докладывая в Королевскую Гавань о всей деятельности брата и сестры Таргариенов.
Он постоянно находился рядом с Дейенерис и спас ей жизнь, защитив от убийцы-отравителя в Вейес Дотрак, впрочем, он сделал это не только по собственной инициативе, но и по приказу Вариса. Когда кхал Дрого был смертельно ранен и Дейенерис попыталась излечить его с помощью проведенного мейегой Мирри Маз Дуур темного ритуала, Джорах защищал обеих «ведьм» от кровных всадников Дрого. После смерти Дрого Джорах принес присягу уже Дейенерис и стал первым рыцарем ее собственной Королевской Гвардии.

### Битва Королей
Мало-помалу разгоревшаяся в Джорахе Мормонте безответная любовь к Дейенерис заставила его со временем перестать посылать отчеты. Впрочем, решился он на это с большим опозданием, последнее письмо было отправлено уже из Кварта. Чуть позже он предложил Дени стать его женой, но получил отказ. Его любовь к ней имела и обратную сторону, он ревновал кхалиси ко всем окружавшим её мужчинам и постоянно предостерегал её против них (часть его опасений оправдалась). Именно он посоветовал Дейенерис создать собственную армию, купив в Астапоре Безупречных, чтобы не зависеть больше от покровителей.

### Буря Мечей
В конце концов в кампании по завоеванию Берега Работорговцев, перед самым штурмом Миэрина сир Барристан Селми сообщил Дейенерис, что Джорах долгие годы являлся шпионом. Разгневанная Дейенерис отправила и Селми, и Джораха на самоубийственную миссию — проникнуть в город через городскую клоаку и поднять восстание среди рабов. Рыцари-изгнанники свою задачу выполнили успешно. Дейенерис простила сира Селми и приняла его на службу, Джорах же не попросил прощения, а потребовал его, и получил отказ. Вскоре он покинул лагерь Дейенерис.

### Танец с драконами
Джорах Мормонт и Тирион Ланнистер неожиданно друг для друга столкнулись нос к носу в борделе Селориса. Примечательно, что выбранная Джорахом проститутка изящна, сереброволоса и внешне напоминает Дейенерис. Мормонт схватил Тириона и заковал в цепи, обещая доставить его к королеве. Тирион поначалу считал, что речь о Серсее Ланнистер, что для него означало смерть, и всячески пытался удрать от Джораха Мормонта — безуспешно. Однако Мормонт вез его не в Вестерос, а в Миэрин — к Дейенерис Таргариен, надеясь головой карлика вернуть благосклонность королевы. По суше они добрались до Волантиса, где Мормонт договорился с вдовой Вогарро, нашедшей им место на корабле «Селасори Кхорун», идущем в Кварт. К ним присоединилась карлица Пенни, винящая Тириона в гибели своего брата; на этом же корабле плыл красный жрец Мокорро.
На «Селейсори Кхоран» Джорах Мормонт часами стоял на носу корабля, ожидая скорой встречи с королевой. Они с Тирионом жили в одной каюте; во время бури, едва не погубившей судно, Джорах сильно напился. Хотя между рыцарем и карликом завязалось нечто вроде дружбы, когда Тирион разоблачил нынешнее состояние рыцаря, Мормонт озлобился и выбил Тириону зуб. Впрочем, в дальнейшем он вел себя так, словно между ними не произошло никакой размолвки.
Новый шторм едва не погубил корабль; в нем «Селейсори Кхоран» потеряла часть команды и пассажиров, включая Мокорро, и осталась дрейфовать в море. Дрейф продолжался девятнадцать дней; Джорах Мормонт скучал и без конца точил меч. Наконец, их подобрал корабль — юнкайский капер, люди с которого были намерены продать всех захваченных в рабство. Рыцарю удается убить троих противников, прежде чем его оглушили: бойца было можно дорого продать в качестве гладиатора.
Джорах Мормонт оказался непокорным и буйным рабом, не желающим смириться со своим новым статусом; его постоянно избивали, держали в цепях и нанесли на щеку клеймо в виде головы демона (опасный, непокорный раб). Тирион, жалея рыцаря, уговорил Няньку — купившего обоих карликов надсмотрщика над рабами у Юрхаза зо Юнзака — купить и Джораха Мормонта тоже, на роль «медведя», похищающего прекрасную деву в представлении. Эту роль Мормонт играл, хотя и крайне неохотно. Он уже не пытался бежать, но игнорировал приказы или отвечал на них проклятиями; Нянька велел держать его в железной клетке и ежевечерне избивать.
Когда эпидемия бледной кобылицы, бушующая в юнкайском лагере, оставила рабов без господ и надсмотрщиков, Тирион решился перебежать к наемникам из отряда Младших Сыновей и привел к ним Пенни и Джораха Мормонта. Бурый Бен Пламм и его люди были удивлены возвращению рыцаря, однако взяли его в отряд.

### Ветра зимы
В книге «Ветра зимы» он вместе с Тирионом Ланнистером состоит в рядах миэринских наёмников, которые пытаются перейти на сторону войск Дейенерис Таргариен.

## В экранизации
В телесериале «Игра престолов» роль Джораха Мормонта играет шотландский актёр Иэн Глен.

#### Второй сезон
Во многом образы Джораха Мормонта из книги и из сериала сходны. Отличия начинают появляться со второго сезона (пребывание в Кварте). В сериале Куэйта разговаривает на базаре Кварта не с Дейенерис Таргариен, а с одним Джорахом Мормонтом, делая ему то же самое предостережение, что и в книге («Ибо драконы — это огонь, облеченный плотью, а огонь — это власть»).

#### Третий сезон
В третьем сезоне отсутствуют сцены конфликта с Дейенерис на почве его любви к ней.

#### Четвёртый сезон
В четвёртом сезоне Джорах Мормонт не принимает участия вместе с Барристаном Селми попытки проникновения в Миэрин по канализации для организации восстания рабов, вместо них этим занимается Серый Червь со своими людьми. Также Джорах присутствует на заседании совета Дейенерис и докладывает о событиях в Астапоре (захват власти Королем-Мясником) и Юнкае (восстановление власти господ) и заявляет, что с текущими силами они могут захватить Королевскую гавань, но весь Вестерос им захватить будет трудно. Присутствует на приеме просителей. На заседании Малого совета Варис заявляет Тайвину Ланнистеру, что Джорах Мормонт более на него не работает и полностью предан своей королеве. Упоминается, что до того, как поступить на службу к Таргариенам, сир Джорах служил в отряде Золотых мечей. С целью расколоть ряды Дейенерис Тайвин Ланнистер пишет новое королевское помилование от имени Роберта Баратеона для сира Джораха и отправляет его в Миэрин Барристану Селми. После объяснений с Дейенерис Джорах Мормонт изгоняется.

#### Пятый сезон
В пятом сезоне к роли Мормонта добавляется часть сюжета Джона Коннингтона, а именно путешествие с Тирионом через Горести, правда в сериале его перенесли на руины Валирии. После Горестей Мормонт обнаруживает, что заразился серой хворью. Также после Горестей Тирион сообщает Джораху о гибели его отца.
В 3 серии 5 сезона пленил в Волантисе Беса. Спас Тириона от каменных людей, но сам заразился серой хворью. Был схвачен вместе с Бесом людьми работорговца Малко. Был продан работорговцу из Юнкая и позднее в бойцовой яме Миэрина представил Дейенерис Тириона. Был во второй раз прогнан королевой Миэрина и позднее вернулся к Йеззану в качестве бойца. В 9 серии 5 сезона стал победителем в схватке бойцов в Яме Дазнака, но позднее принял участие в схватке с Детьми Гарпии и стал свидетелем полета Дейенерис на Дрогоне. Отправился вместе с Даарио на поиски Дейенерис.

#### Шестой сезон
В самом начале 6 сезона обнаружил вместе с Даарио кольцо, уроненное Дейенерис в том месте, где сама королева Миэрина оказалась в плену у дотракийцев. Совершил неудачную попытку уговорить Даарио оставить все оружие недалеко от священной столицы дотракийцев. Проник вместе с Даарио в Ваэс Дотрак, где был спасен им от кровных всадников кхала Моро. Вместе с Даарио помог организовать поджог, в котором погибли кхалы, державшие Дейенерис в плену, а заодно и преклонил колени перед Разрушительницей Цепей. Расстался с Дейенерис из-за серой хвори.

#### Седьмой сезон
Чтобы найти лекарство, поехал в Старомест, там был исцелён от серой хвори Сэмом Тарли, с помощью операции, которая заключалась в удалении зараженной кожи.. Познакомившись с Джоном Сноу на Драконьем Камне, отправился в составе его отряда в Застенье.

#### Восьмой сезон
В начале финального сезона Джорах Мормонт вместе с Дейенерис Таргариен прибывает в Винтерфелл. Перед сражением с Иными получает от Сэма фамильный валирийский клинок рода Тарли, Губитель Сердец, в знак уважения к отцу Джиору.
Во время Битвы за Винтерфелл командует войском дотракийцев. Защищает Дейнерис, когда та оказывается в окружении восставших мертвецов. После победы над Королём Ночи Джорах погибает от многочисленных ран, на руках у своей королевы. В четвёртой серии его тело сжигает Дейенерис Таргариен.